# Torpedowce typu Tb 82 F
Torpedowce typu Tb 82F – seria austro-węgierskich torpedowców z okresu I wojny światowej, licząca 16 jednostek. Służyły następnie w składzie marynarek wojennych wielu krajów śródziemnomorskich i czarnomorskich, podczas II wojny światowej i po niej. 

## Historia
Na początku drugiego dziesięciolecia XX wieku marynarka wojenna Austro-Węgier dysponowała pewną liczbą przestarzałych torpedowców, nie spełniających wymogu współpracy z zespołami floty. W związku z tym w marcu 1910 roku Komitet Techniczny Marynarki (Marinetechnisches Komiteé) opracował założenia techniczne dla nowych okrętów tej klasy. Był wśród nich wstępny projekt typu, określanego od przewidywanej wyporności jako 250-tonowy. Oficjalnie klasyfikowane jako torpedowce pełnomorskie (Hochsee-Torpedoboote), były faktycznie, przy swojej wielkości i uzbrojeniu, przeznaczone do działań przybrzeżnych.
Okręty typu Tb 82 F były drugą serią 250-tonowych torpedowców, zaprojektowaną i zbudowaną w stoczni Danubius w Porto Ré (Kraljevica) i Fiume (Rijeka). Wraz z okrętami zbliżonych typów Tb 74 T, budowanymi w stoczni Stabilimento Tecnico Triestino (STT) w Trieście i Tb 98 M z Cantiere Navale Triestino (CNT) w Monfalcone, były pierwszymi w cesarsko-królewskiej flocie okrętami tej klasy, wyposażonymi w napęd turbinowy.
Torpedowce typu Tb 82 F różniły się od dwu pozostałych typów rodzajem zastosowanego napędu, w ich przypadku były to turbiny AEG-Curtiss, od typu Tb 74 T odróżniały się dodatkowo dwukominową sylwetką i dużymi wlotami nawiewników usytuowanymi za drugim kominem a nie przed nadbudówką. Zamówienie na serię czterech okrętów złożono w stoczni Danubius w 1913 roku. Początkowo miała ona zbudować tylko cztery okręty, a dalsze o numerach 86−100 miały być zbudowane w stoczni Marynarki w Poli, lecz na skutek interwencji węgierskiego Ministerstwa Handlu zlecono ostatecznie stoczni Danubius budowę 16 jednostek, po obniżonej o około 10% cenie. Pozostałe 4 okręty, typu Tb 98 M, zbudowała stocznia CNT w Monfalcone (oprócz innych turbin, odróżniały się one od torpedowców Danubiusa dłuższym pokładem dziobowym).
Okręty nosiły skrót SM Tb (Seiner Majestät Torpedoboot − torpedowiec Jego Cesarskiej Mości) i numer od 82 do 97, z dodatkową literą F, oznaczającą stocznię w Fiume. Od 21 maja 1917 usunięto literę F, pozostawiając jedynie numery.

## Okręty
Główne źródło:
| Nazwa  | Wodowanie    | Wejście do służby austro-węgierskiej | Los                                                                              |
| ------ | ------------ | ------------------------------------ | -------------------------------------------------------------------------------- |
| Tb 82F | 11. 08. 1914 | 30. 08. 1914                         | → Rumunia: "Naluca", zatopiony 22. 8. 1944                                       |
| Tb 83F | 07. 11. 1914 | 21. 07. 1915                         | → Rumunia: "Smeul", złomowany 1960                                               |
| Tb 84F | 21. 11. 1914 | b.d.                                 | → Rumunia: "Fulgerul", zatonął 8. 2. 1922                                        |
| Tb 85F | 05. 12. 1914 | b.d.                                 | → Portugalia: "Zezere", zatonął 29. 12. 1921                                     |
| Tb 86F | 19. 12. 1914 | 10. 05. 1916                         | → Portugalia: "Ave", wycofany 1940                                               |
| Tb 87F | 20. 03. 1915 | 25. 10. 1915                         | → Jugosławia: T-5, → Włochy → Jugosławia: "Cer", złom. 1963                      |
| Tb 88F | 24. 04. 1915 | b.d.                                 | → Portugalia: "Cavado", zatonął 29. 12. 1921                                     |
| Tb 89F | 12. 05. 1915 | 06. 02. 1916                         | → Portugalia: "Sado", wycofany 1940                                              |
| Tb 90F | 28. 05. 1915 | b.d.                                 | → Portugalia: "Liz", wycofany 1934                                               |
| Tb 91F | 21. 06. 1915 | b.d.                                 | → Portugalia: "Mondego", wycofany 1938                                           |
| Tb 92F | 29. 09. 1915 | b.d.                                 | → Grecja: "Panormos", zatonął 11. 3. 1928                                        |
| Tb 93F | 25. 11. 1915 | 16. 04. 1916                         | → Jugosławia: T-6, → Włochy, zatop. 11. 9. 1943                                  |
| Tb 94F | 08. 03. 1916 | 26. 05. 1916                         | → Grecja: "Proussa", zatopiony 4. 4. 1941                                        |
| Tb 95F | 24. 06. 1916 | 19. 09. 1916                         | → Grecja: "Pergamos", zatopiony 25. 4. 1941                                      |
| Tb 96F | 08. 07. 1916 | 10. 11. 1916                         | → Jugosławia: T-7, → Włochy → Niemcy: TA-34 → Chorwacja: T-7, zatop. 24. 6. 1944 |
| Tb 97F | 08. 07. 1916 | 22. 12. 1916                         | → Jugosławia: T-8 → Włochy, zatop. 10. 9. 1943                                   |

## Opis

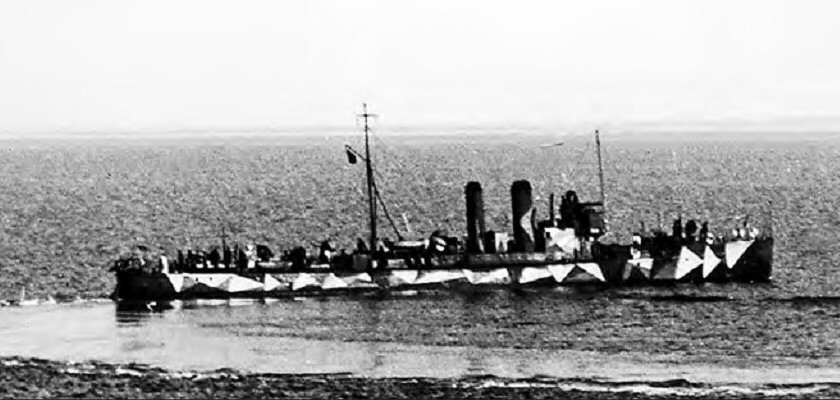
"Naluca", dawny Tb 82F, w kamuflażu z okresu II wojny św.

Torpedowce typu Tb 82 F miały architekturę typową dla okrętów tej klasy z okresu I wojny światowej. Miały wysmukły kadłub, z podniesionym pokładem dziobowym na niecałej 1/5 długości kadłuba i prostą dziobnicą. Na pokładzie dziobowym znajdowało się jedno działo, a drugie na rufie. Przedni dwuwyrzutniowy obrotowy aparat torpedowy umieszczony był w "studni" za uskokiem pokładu, a przed nadbudówką, na pokładzie górnym. Niewielka nadbudówka miała charakterystycznie wysunięte do przodu i na boki górne piętro, mieszczące pomost bojowy, a za nim platformę reflektora i maszt. Dalej, na niskiej pokładówce nad siłownią, ciągnącej się przez całe śródokręcie, umieszczone były kolejno dwa lekko pochylone kominy (przedni nieco grubszy), łodzie okrętowe, maszt rufowy z żurawiem do łodzi oraz rufowy aparat torpedowy. Okręty miały pojedynczy ster, zawieszony na pionowej stewie rufowej i wystający do tyłu poza kadłub.
Siłownia składała się z dwóch kotłów parowych wodnorurkowych typu Yarrow oraz dwóch turbin parowych AEG-Curtiss, napędzających dwie śruby. Moc nominalna wynosiła 5000 KM, lecz maksymalna dochodziła do 6000 KM. Zapas paliwa obejmował 20,2 tony węgla i 31 ton ropy i był większy, niż w okrętach typu Tb 74 T, co pozwalało uzyskać większy zasięg. Prędkość maksymalna wynosiła 28−29 węzłów (podczas II wojny światowej realnie ok. 20 węzłów). 
Uzbrojenie początkowo stanowiły dwie pojedyncze armaty morskie kal. 66 mm (nominalnie 7 cm) o długości lufy L/30 (30 kalibrów), jeden przeciwlotniczy km Schwarzlose kal. 8 mm oraz cztery wyrzutnie torped kalibru 450 mm w dwóch podwójnych aparatach. Od 1917 roku rufową armatę 66 mm mocowano na podstawie umożliwiającej prowadzenie ognia do celów powietrznych. W poszczególnych państwach okręty te bywały później przezbrajane.

## Służba w skrócie

### Austro-Węgry
Torpedowce typu Tb 82F okazały się udanym i długowiecznym typem okrętów. Weszły do służby w marynarce Austro-Węgier między lipcem 1915 a grudniem 1916. Służyły bojowo na Adriatyku podczas I wojny światowej, m.in. ubezpieczając siły floty lub ostrzeliwując wybrzeże włoskie. Wszystkie okręty przetrwały wojnę.
Po wojnie, wraz z likwidacją marynarki Austro-Węgier, zostały rozdzielone pomiędzy zwycięskie państwa w ramach reparacji lub sprzedane (wraz z torpedowcami pozostałych grup typu 250-tonowego: Tb 74T i Tb 98 M).

### Jugosławia, Włochy, Niemcy
Cztery okręty tego typu otrzymała Jugosławia (Tb 87, 93, 96, 97), oznaczone T-5, T-6, T-7 i T-8. W kwietniu 1940 wszystkie zostały zdobyte przez Włochy i wcielone do marynarki włoskiej pod dotychczasowymi nazwami. Po kapitulacji Włoch, T-5 przedostał się wraz z większą częścią okrętów Regia Marina na Maltę, T-8 został zatopiony przez niemieckie lotnictwo 10 września 1943, a T-6 samozatopiony przez załogę następnego dnia w pobliżu Cesenatico. T-7 został zdobyty przez Niemców w Szybeniku i wcielony do służby jako TA-34 (według innych źródeł nowe oznaczenie nie było formalnie nadane, ponieważ okręt znajdował się w stanie nie nadającym się do służby). W lutym 1944 został przekazany marynarce Niepodległego Państwa Chorwackiego jako T-7, po czym zatopiony przez brytyjskie ścigacze 25 czerwca 1944. Jedynie T-5 przetrwał wojnę i służył w powojennej Jugosławii pod nazwą "Cer" aż do 1963 roku.
W jugosłowiańskiej służbie zamieniono armaty na działa uniwersalne 66 mm L/45 Skoda i dodano drugi karabin maszynowy, załogę stanowiły 52 osoby.

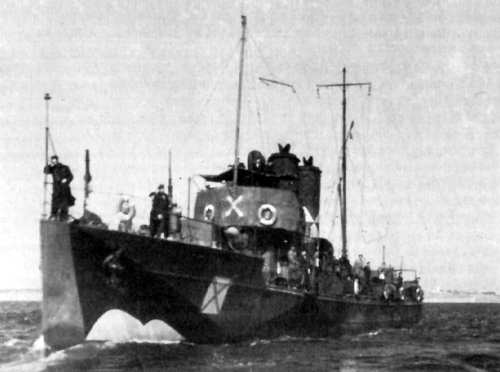
"Smeul" podczas II wojny św.

### Rumunia, ZSRR
Trzy okręty otrzymała Rumunia: Tb 82-84, otrzymały one nazwy "Naluca", "Smeul" i "Fulgerul". Ten ostatni zatonął już 8 lutego 1922 w Bosforze podczas sztormu w trakcie rejsu do Rumunii. Pozostałe dwa służyły podczas II wojny światowej. "Naluca" został zatopiony przez radzieckie lotnictwo 22 sierpnia 1944, natomiast "Smeul" pomiędzy wrześniem 1944 a październikiem 1945 służył w marynarce ZSRR jako patrolowiec pod nazwą "Toros". Po zwróceniu Rumunii, służył do końca lat 60.
W rumuńskiej służbie, na początku II wojny światowej zamieniano rufową armatę 66 mm na pojedyncze działko przeciwlotnicze 37 mm C/30 L/83, dodano następnie działko plot 20 mm C/38 i przystosowano okręty do celów eskortowych, montując 4 miotacze i 2 zrzutnie bomb głębinowych. W toku wojny zdjęto wyrzutnie torpedowe. 

### Grecja
Trzy okręty otrzymała również Grecja: Tb 92, 94, 95, przemianowane na "Panormos", "Proussa" i "Pergamos". Pierwszy z nich zatonął 11 marca  1928 na skałach. Pozostałe służyły podczas II wojny światowej − "Proussa" został uszkodzony przez lotnictwo 4 kwietnia 1941, po czym zatopiony, a "Pergamos" został samozatopiony podczas remontu w Salaminie 25 kwietnia 1941
Na okrętach greckich zamieniono uzbrojenie na jedną armatę 66 mm, jedno działko przeciwlotnicze 37 mm na rufie oraz dwie pojedyncze wyrzutnie torped 533 mm.

### Portugalia
Najwięcej okrętów typu Tb 82F – sześć, otrzymała w ramach reparacji Portugalia (Tb 85-86 i 88-91). Zostały one nazwane odpowiednio: "Zezere", "Ave", "Cavado", "Sado", "Liz", "Mondego". Jednakże, "Zezere" i "Cavado" nie zdołały wejść do czynnej służby, gdyż 29 grudnia 1921 zatonęły podczas holowania między Tunisem a Algierem. Pozostałe 4 wycofano w latach 1934−1940.